# ラスト・パーティ
『ラスト・パーティ』（英: It's My Party）は、1996年に製作されたアメリカの映画。日本では劇場未公開。

## キャスト
- ニック：エリック・ロバーツ
- ダフネ：マーリー・マトリン
- リナ：オリヴィア・ニュートン＝ジョン
- シャーリーン：マーガレット・チョー
- ロドニー：ブルース・デイヴィソン
- アマリア：リー・グラント
- アンドリュー：デヴォン・ガマーソール
- ブランドン：グレゴリー・ハリソン
- ダミアン：ロディ・マクドウォール
- モンティ：ブロンソン・ピンチョット
- トニー：ポール・レジナ
- ポール：ジョージ・シーガル
- ザック：スティーヴ・アンティン
- ファニー：ディミトラ・アーリス
- ダグラス：デニス・クリストファー
- デヴィッド：ロン・グラス
- ジョエル・ポリス
- ジョーイ・クレイマー（クレジットなし）[2]